# Stationsbuurt (Zwolle)
De Stationsbuurt is een buurt in de Overijsselse plaats Zwolle. De buurt vormt een deel van de wijk Assendorp.

## Geschiedenis

### Station Zwolle

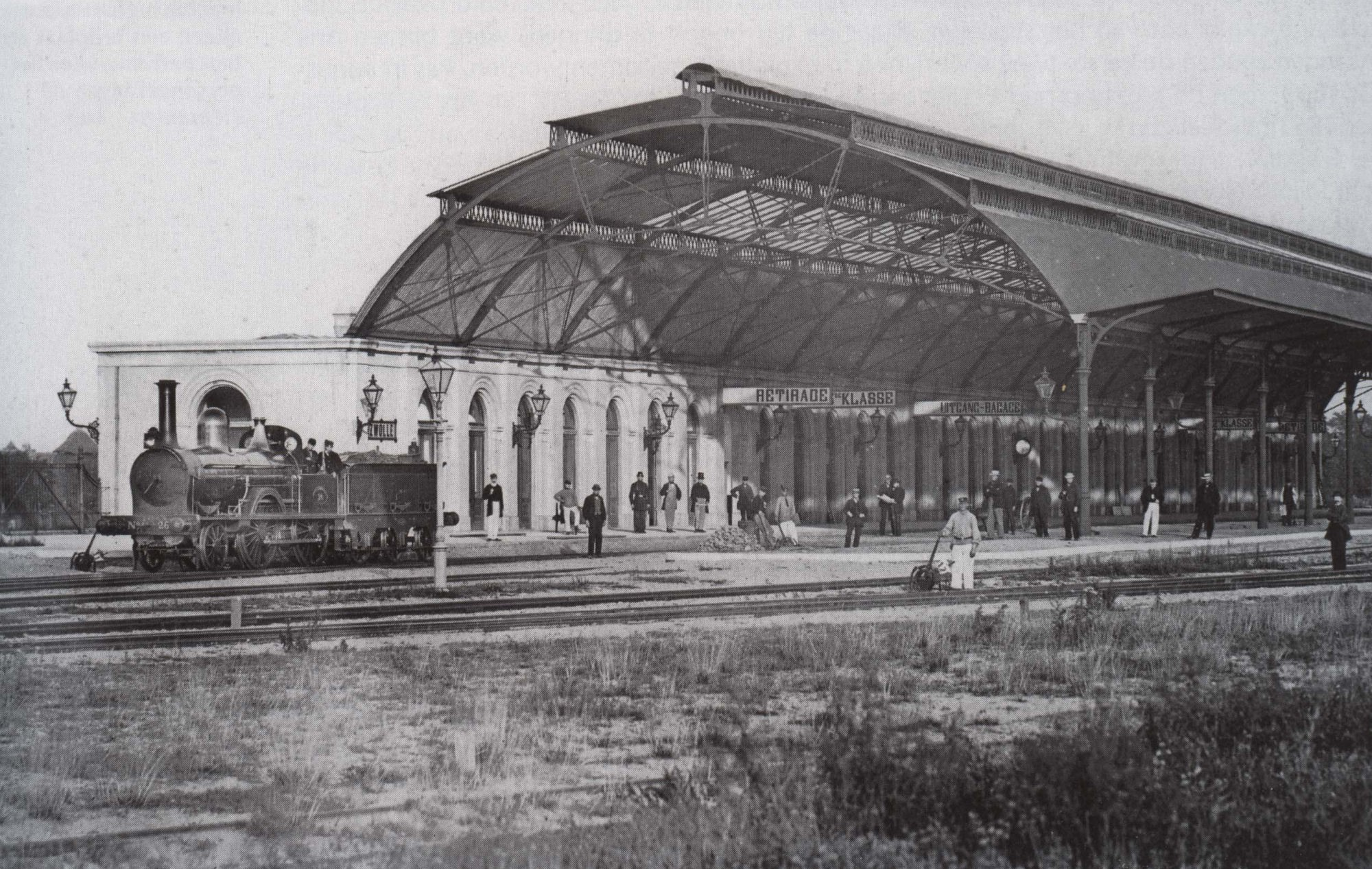
Het station van Zwolle anno 1868

De buurt wordt gedomineerd door het station van Zwolle, dat werd geopend op 6 juni 1864 met de ingebruikname van de Spoorlijn Utrecht - Kampen, de spoorlijn van de Nederlandsche Centraal-Spoorweg-Maatschappij (NCS) die Utrecht via Zwolle met Kampen verbond. Dit was oorspronkelijk een tijdelijk stationsgebouw, omdat de NCS erop rekende te zijner tijd het medegebruik te verkrijgen van het geplande nieuwe station. Het in 1873 afgebroken gebouw lag naast het huidige station, in de bocht tussen het spoor naar Kampen en de overweg in de Assendorperlure. Op deze plek bevond zich tot 1997 het perron van de PTT voor het postvervoer per trein. Na 13 jaar niet te zijn gebruikt werd het oude station in 2010 gesloopt.
In 1866 opende de Staatsspoorwegen het nieuwe grote station aan de spoorlijn Arnhem - Leeuwarden (Staatslijn A). In mei 1940 werden door de NS en de Genietroepen grootschalige vernielingen aangericht om het belangrijk geachte spoorwegknooppunt Zwolle niet ongehavend in handen van de Duitsers te laten vallen.

### Stationsweg

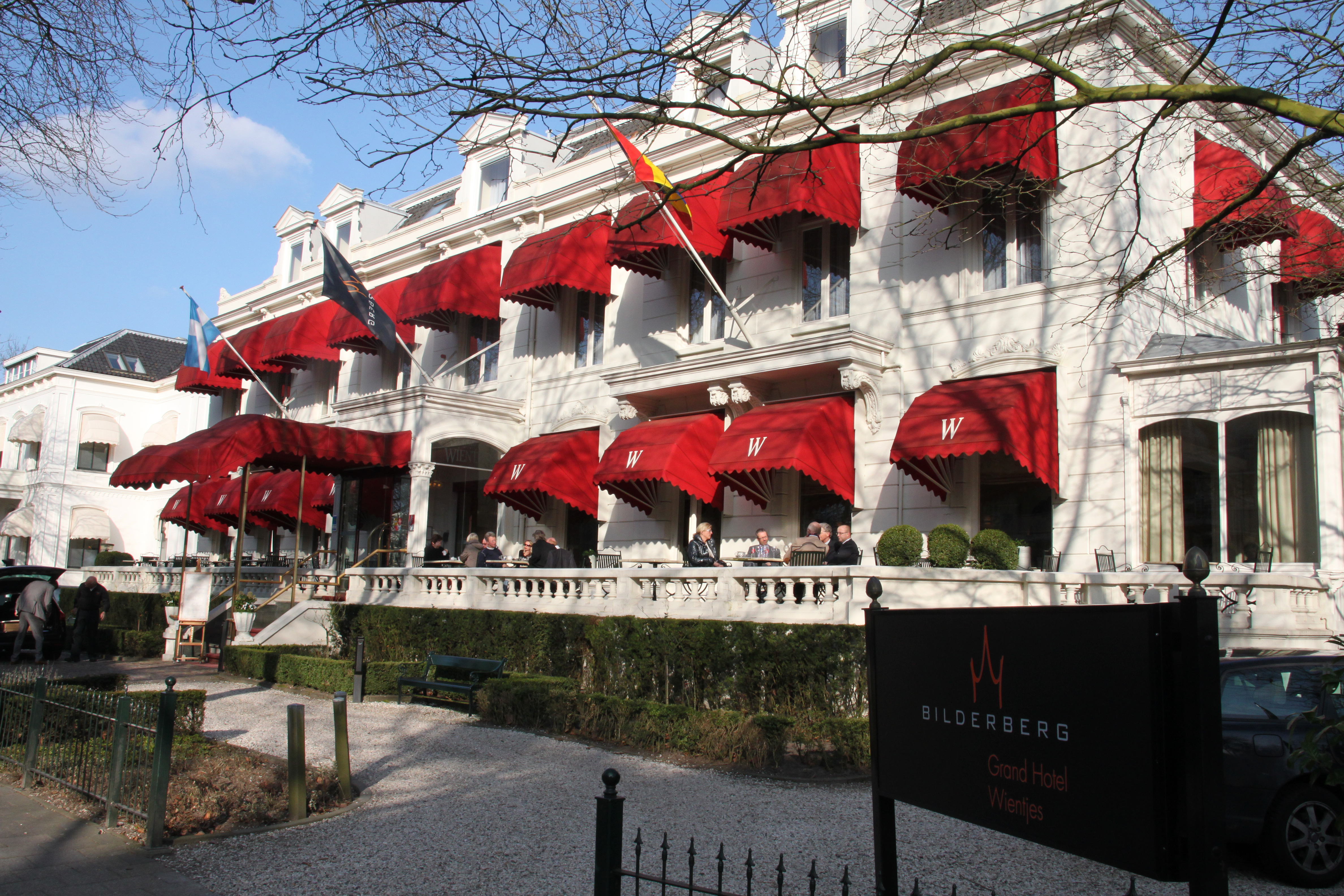
Hotel Wientjes tegenwoordig

De buurt kent ook de Stationsweg, een belangrijke verbinding naar het centrum van Zwolle. In 1867 liet de toenmalige nieuwe burgemeester Jonkheer W.C.Th. van Nahuijs er een pront herenhuis bouwen met een parkachtige sfeer eromheen. De villa van Van Nahuijs werd in 1902 gekocht door de bankier J.F. van Reede. Van 1906 tot 1928 zou rechtbankpresident W.H. Roijer er wonen, waarna hotelhouder Wientjes het kocht voor 34.000 gulden.